# Ченай
Ченай (на тамилски: சென்னை; на английски: Chennai; до 1996 г. носи името Мадрас), е голям град в Индия, столицата на щата Тамил Наду.

## География
Разположен е на Короманделския бряг при Бенгалския залив. 12-километровият плаж Марина в източната част на града е сред най-дългите в света.
Той е 4-тият по население в страната с 4 646 732 жители (2011 г.), а с околната урбанизирана зона 368-годишният град е 36-а по големина градска агломерация в света.

## Икономика
Ченай е голям стопански и индустриален център. Той е автомобилната столица на страната – наричат го Детройт на Южна Азия.

## Култура
Градът е известен също със своето културно наследство и забележителните архитектурни здания.

## Личности
Родени
- Шерард Осбърн (1822 – 1875), британски адмирал
- Байъм Шоу (1872 – 1919), британски художник
- Пийт Бест (1941), член на рок група Битълс (от 1960г. до 1962г.)
- Вишванатан Ананд (1969), световен шампион по шахмат (от 2007 г. до 22 ноември 2013 г.)

Починали
- Раджив Ганди (1944 – 1991), министър-председател

## Галерия
- Най-старият храм в Ченай
- Сенатът на Мадраския университет
- Градският съд
- Ченайският съвет (Chennai Corporation)